# 월드 트리거
《월드 트리거》(일본어: ワールドトリガー)는 아시하라 다이스케가 집필하고 그린 일본 만화다. 본래 슈에이샤의 소년 만화 잡지 〈주간 소년 점프〉에서 2013년 2월부터 2018년 11월까지 연재했으며 2018년 12월부터 〈점프스퀘어〉에 이전해 연재중이다. 2024년 5월 기준 단행본으로 총 27권이 출판됐다.
이세계로의 관문을 통해 '네이버'라 불리는 괴물이 출현하자 방위기관 보더가 등장하고 네이버의 힘을 활용하는 에너지 기술 트리거가 보편화된 일본도시 미카도가 배경이다. 주인공은 인간형 네이버 쿠가 유마와 인간소년 미쿠모 오사무로 둘이 협력해 보더의 비밀을 밝히는 이야기를 그렸다.
도에이 애니메이션이 제작한 애니메이션판이 TV 아사히를 통해 방송됐다. 제1기는 2014년 10월 5일부터 2016년 4월 3일, 제2기는 2021년 1월 10일부터 4월 4일, 제3기는 동년 10월 9일부터 2022년 1월 23일까지 방영됐다.

## 줄거리
28만 명이 사는 미카도 시에 어느 날 갑자기 다른 세계에 대한 「문(게이트)」이 열렸다. 문부터는 「근계민(네이버)」로 불리는 괴물이 나타나고 지구상의 무기가 듣지 않는 괴물들에게 누구나 공포했지만 수수께끼의 일단이 인근계들을 격퇴했다. 이들 경계 경계 방위 기관 「보더」는 근계 국민에 대한 방위 체제를 갖추고 여전히 문에서 근계 국민이 출현하는 데도 불구하고 삼문시의 사람들은 오늘도 보통 생활하고 있었다.
문이 처음 연 지 4년 반 후, 미카도 시에 온 쿠가 유마와 미쿠모 오사무에 만나는 곳에서 이야기는 시작된다.